# 長宗我部元親 (南北朝時代)
長宗我部 元親（ちょうそかべ もとちか、生没年不詳）は、長宗我部氏の15代当主。土佐国岡豊城主。備前守。
父は長宗我部能重。子に長宗我部文兼・宥性・長宗我部益光・長宗我部親正・瀬本兼相・長宗我部安秀・小原・仲堂（蓮如寺院主）がいる。
| スタブアイコン | サブスタブ | この項目は、まだ閲覧者の調べものの参照としては役立たない、人物に関連した書きかけの項目です。この項目を加筆・訂正などしてくださる協力者を求めています（P:人物伝/PJ:人物伝）。 |